# Orthopappus
Orthopappus là một chi thực vật có hoa trong họ Cúc (Asteraceae).

## Loài
Chi Orthopappus gồm các loài: